# Życie jest muzyką
Życie jest muzyką (ang. Crossing the Bridge: The Sound of Istanbul) — niemiecko-turecki film dokumentalny z 2005 roku w reżyserii Fatiha Akına.
Obraz opisuje podróż niemieckiego awangardowego muzyka Aleksandra Hacke'a (członka Einstürzende Neubauten) do Stambułu i próbę ukazania przez niego muzyki tego miasta, pokazując przy tym różne aspekty i problemy życia kulturalnego w Turcji. Hacke posiadając przenośne studio nagrań, spotyka się z przedstawicielami różnych nurtów muzyki popularnej, od rapu, poprzez indie rock, aż do bardziej tradycyjnej muzyki tureckiej. W nagranych utworach ukazane są inspiracje muzyką kultury zachodu i wschodu, pomiędzy którymi położony jest Stambuł.
Do artystów i zespołów pojawiających się w filmie należą: Sertab Erener, Baba Zula, Sezen Aksu, Orhan Gencebay, Erkin Koray, Ceza, Duman, Replikas, Mercan Dede, Brenna MacCrimmon, Selim Sesler i Müzeyyen Senar.